# Дыбова (Смолянская область)
Дыбова (болг. Дъбова) — населённый пункт в Болгарии. Находится в Смолянской области, входит в общину Рудозем. Население составляет 3 человека.

## Политическая ситуация
Дыбова подчиняется непосредственно общине и не имеет своего кмета.
Кмет (мэр) общины Рудозем — Николай Иванов Бояджиев (коалиция партий: Граждане за европейское развитие Болгарии (ГЕРБ) и Земледельческий народный союз (ЗНС)) по результатам выборов 2007 года в правление общины.